# Ismene (Gattung)
Ismene, manchmal Peruanische Narzissen genannt, ist eine Pflanzengattung innerhalb der Familie der Amaryllisgewächse (Amaryllidaceae). Die Gattung Ismene ist in Peru, Bolivien und Ecuador verbreitet.

## Beschreibung
Ismene-Arten wachsen als ausdauernde krautige Pflanzen. Die zwittrigen Blüten sind dreizählig. Die Blüten von Ismenen ähneln Narzissen, mit einem zentralen Kelch, der von Blütenblättern umgeben ist, die viel dünner und länger als Narzissenblätter sind. Die Blüten sind meist weiß, einige sind jedoch auch cremefarben oder gelb. Die Blüten duften stark, besonders nach Einbruch der Dunkelheit.

## Systematik
Die Ismene-Arten haben eine starke Ähnlichkeit mit Hymenocallis, einer Gattung, der die Gattung Ismene in der Vergangenheit oft zugeordnet wurde. Jedoch unterscheidet sich die Gattung Ismene von der Gattung Hymenocallis in einigen signifikanten Merkmalen: in der Belaubung, Verbreitung und Chromosomenzahl.
Synonyme für Ismene Salisb. ex Herb. sind Liriope Herb. nom. illeg., Elisena Herb., Pseudostenomesson Velarde.
Es gibt etwa zehn Ismene-Arten, hier mit ihrer Verbreitung:
- Ismene amancaes (Ruiz & Pav.) Herb (Syn.: Ismene crinifolia Salisb. nom. inval., Ismene integra M.Roem.): Sie ist in Peru verbreitet.
- Ismene ×deflexa Herb. (Syn.: Ismene × festalis Worsley): Diese Naturhybride aus Ismene longipetala × Ismene narcissiflora kommt in Peru vor.
- Ismene hawkesii (Vargas) Gereau & Meerow: Sie kommt nur in der peruanischen Region Cusco vor.
- Ismene longipetala (Lindl.) Meerow (Syn.: Elisena longipetala Lindl.): Sie ist vom südwestlichen Ecuador bis zum nordwestlichen Peru verbreitet.
- Ismene morrisonii (Vargas) Gereau & Meerow: Sie kommt nur in der peruanischen Region Apurímac vor.
- Ismene narcissiflora (Jacq.) M.Roem. (Syn.: Ismene calathina Herb. nom. superfl., Ismene calathiformis (Redouté) M.Roem., Ismene tagliabuei M.Roem.): Sie kommt südlichen-zentralen Peru vor.
- Ismene nutans (Ker Gawl.) Herb.: Sie kommt nur in der peruanischen Region Cusco vor.
- Ismene pedunculata Herb.: Sie ist in Peru verbreitet.
- Ismene ringens (Ruiz & Pav.) Gereau & Meerow: Sie ist in Peru verbreitet.
- Ismene sublimis (Herb.) Gereau & Meerow (Syn.: Elisena sublimis Herb.): Sie kommt nur in der peruanischen Region La Libertad vor.
- Ismene vargasii (Velarde) Gereau & Meerow (Syn.: Pseudostenomesson vargasii Velarde): Sie ist in Peru verbreitet.